# Marek Kopelent

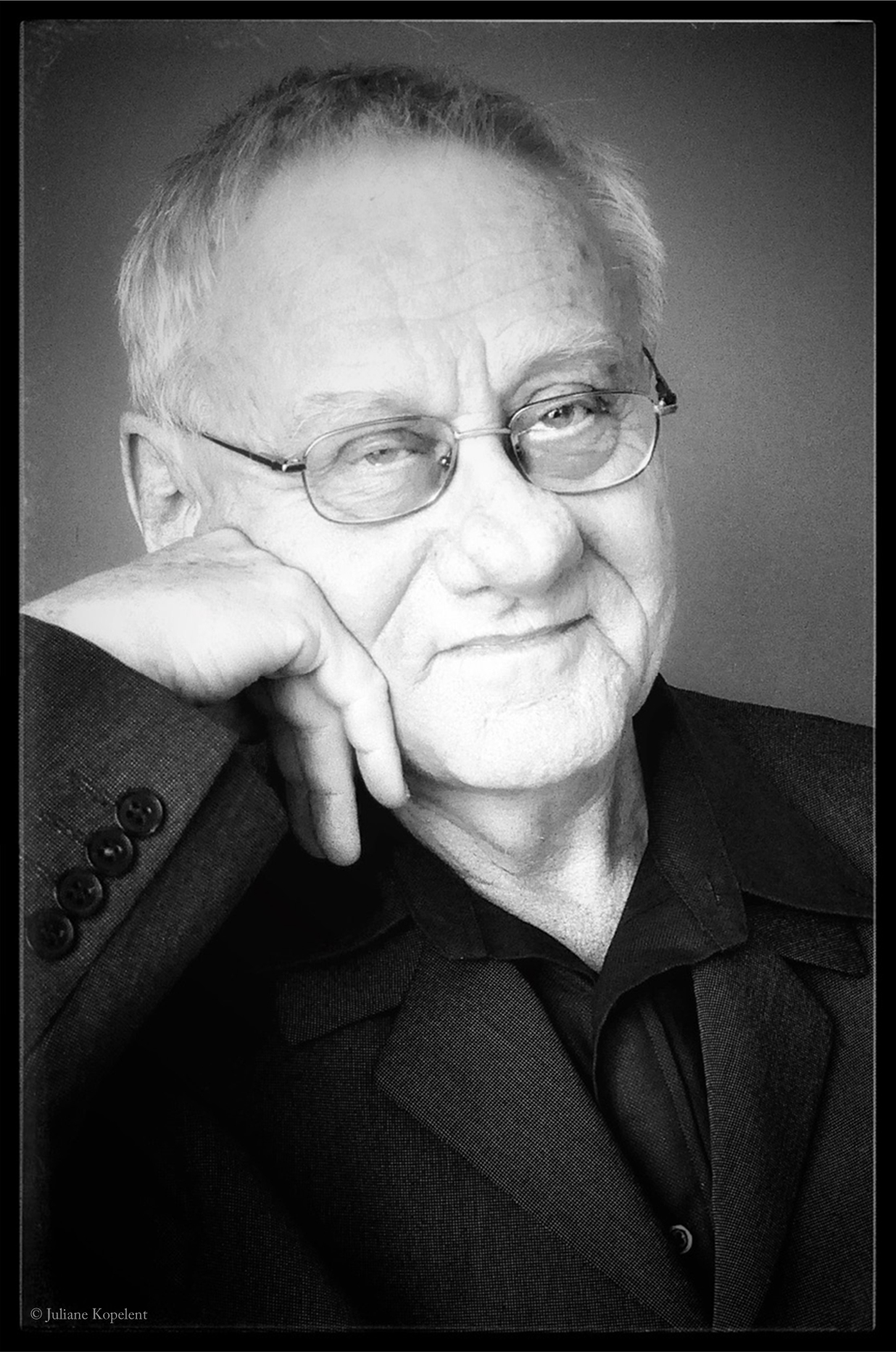
Marek Kopelent, 2012 (Foto: Juliane Kopelent)

Marek Kopelent (* 28. April 1932 in Prag; † 12. März 2023 ebenda) war ein tschechischer Komponist.

## Leben
Kopelent studierte von 1951 bis 1955 Komposition bei Jaroslav Řídký an der Akademie der musischen Künste in Prag. Er orientierte sich an der Zweiten Wiener Schule und der europäischen Avantgarde. Seine Kompositionen wurden beim Warschauer Herbst, den Donaueschinger Musiktagen, den Darmstädter Ferienkursen, den Wittener Tagen für neue Kammermusik und bei den Weltmusiktagen der Internationalen Gesellschaft für Neue Musik ISCM aufgeführt. Von 1956 bis 1970 arbeitete er als Redakteur für Neue Musik bei Supraphon. Von 1965 bis 1973 war er künstlerischer Leiter des Ensembles Musica Viva Pragensis. 1967 gründete er gemeinsam mit Komponisten, Musikwissenschaftlern und Interpreten die Pražská skupina Nové hudby (Prager Gruppe Neue Musik), die eine distanzierte Haltung zum offiziellen Tschechischen Komponistenverband einnahm.
1969/1970 war Kopelent Stipendiat der Akademie der Künste in Berlin (West). Nach der Rückkehr wurde er 1971 bei Supraphon im Zuge der politischen Säuberungen im Gefolge des Prager Frühlings entlassen, Aufführungen seiner Werke waren bis 1980 verboten. Ab 1976 arbeitete er als Klavierlehrer in Prag. 1989 wurde er musikalischer Berater von Václav Havel. 1991 wurde er zum Professor für Komposition an der Akademie der musischen Künste in Prag ernannt. Er wurde Vorsitzender der Tschechischen Sektion der Internationalen Gesellschaft für Neue Musik und stand dem Atelier 90 vor.

## Ehrungen
- 1991 Chevalier des Arts et Lettres
- 1999 Czech Classic Award
- 2001 Herder-Preis
- 2003 Czech State Award
- 2012 tschechische Verdienstmedaille

## Schriften
- Erfahrungen als Komponist in Prag seit 1968. In: Jörn Peter Hiekel (Hrsg.): Die Kunst des Überwinterns. Musik und Literatur um 1968. Böhlau, Köln u. a. 2011, ISBN 978-3-412-20650-5, S. 77–82.